# Trung Sulawesi
Trung Sulawesi (tiếng Indonesia: Sulawesi Tengah) là một tỉnh của Indonesia nằm ở vị trí trung tâm của đảo Sulawesi, rộng 68.089,83 km², có 1.820.000 dân (năm 2000) gồm các dân tộc Butung (23%), Bugis (19%), Tolaki (16%), Muna (15%). Tỉnh này được thành lập vào năm 1964. Thủ phủ là thành phố Palu.